# Fusillade de l'école de Waikino
La fusillade dans une école de Waikinoest la première et unique fusillade dans une école de l'histoire de la Nouvelle-Zélande. Elle a lieu le 19 octobre 1923 à l'école Waikino de Waikino, près de Waihi, dans le district du Waikato, dans l'île du Nord de la Nouvelle-Zélande.
Elle coûte la vie à 12 élèves, dont Kelvin McLean, 13 ans, et Charles Stewart. Seule le décès de ces deux garçons a été mis en avant par la police néo-zélandaise, les dix autres décès ont été ignorés parce qu'ils étaient maoris. Le tireur, John Christopher Higgins, a ensuite été reconnu coupable de meurtre et condamné à mort. La peine de mort a été commuée en réclusion à perpétuité. Higgins a ensuite fait annuler sa condamnation, car il a été reconnu fou,,,,,.

## Conséquences
Peu de temps après la fusillade, l'école de deux salles de classe est incendiée, puis reconstruite en 1925. 
Le directeur de l'école, Robert Theodore Reid, est blessé dans la fusillade et démissionne et se consacre par la suite à l'enseignement par correspondance. L'épouse de Higgins, une Canadienne, est retournée au Canada,.